# Wilhelm Freisler
Wilhelm Freisler (6. prosince 1862 Kujavy – 9. dubna 1930 Brno) byl rakouský advokát a politik německé národnosti z Moravy; poslanec Moravského zemského sněmu.

## Biografie
Působil jako advokát a politik. Pocházel ze selského statku v Kujavech. V rodné obci vychodil obecnou školu, pak studoval cvičnou školu při učitelském ústavu v Těšíně. Maturitu složil roku 1882 v Těšíně, na tamním německém státním gymnáziu. Studoval vysokou školu v Praze a studia práv ukončil roku 1886 na Vídeňské univerzitě. V roce 1887 nastoupil jako praktikant a auskulant na krajský soud do Nového Jičína a byl také pomocným učitelem na rolnické škole v Novém Jičíně, kde vyučoval zemědělské právo. Od roku 1890 působil coby auskulant v Opavě, ale pak se vrátil do Nového Jičína, kde byl od roku 1895 samostatným advokátem. Byl veřejně a politicky činný. Od roku 1902 do roku 1908 předsedal novojičínské pobočce tělovýchovného spolku Turnverein. Měl podíl na výstavbě letního cvičiště a zimního kluziště. Byl aktivní i v evangelické církvi nebo mužském pěveckém spolku či muzejním spolku a zasedal v dozorčí radě městské záložny. V období let 19031906 byl členem obecního zastupitelstva, od roku 1906 i členem městské rady. Později přenesl svou advokátní praxi do Brna. 14. ledna 1910 mu bylo uděleno čestné občanství Nového Jičína.
Počátkem 20. století se zapojil i do vysoké politiky. V zemských volbách roku 1906 byl zvolen na Moravský zemský sněm, za kurii všeobecnou, německý obvod Nový Jičín, Mor. Ostrava, Vsetín atd. V zemských volbách roku 1913 uspěl za kurii městskou, obvod Rýmařov. V roce 1906 se uvádí jako kandidát Německé pokrokové strany. Stejně tak roku 1913. I když v některých zdrojích je ve volbách v roce 1913 řazen mezi kandidáty Německé radikální strany.
Od října 1907 byl členem zemského výboru, kde setrval i po vzniku Československa, až do roku 1928, kdy původní zemské výbory zanikly. Ve výboru vedl referát německého zemědělského školství, zemské kulturní rady a elektrifikace. Byl členem správní rady Německé agrární a průmyslové banky v Praze, továrny na zemědělské stroje v Novém Jičíně či Moravsko-slezské vzájemné pojišťovny.
Zemřel v dubnu 1930.